# Cherianella viridis
Cherianella viridis är en stekelart som först beskrevs av Jean Risbec 1951.  Cherianella viridis ingår i släktet Cherianella och familjen Eucharitidae. Inga underarter finns listade i Catalogue of Life.